# James Garretson

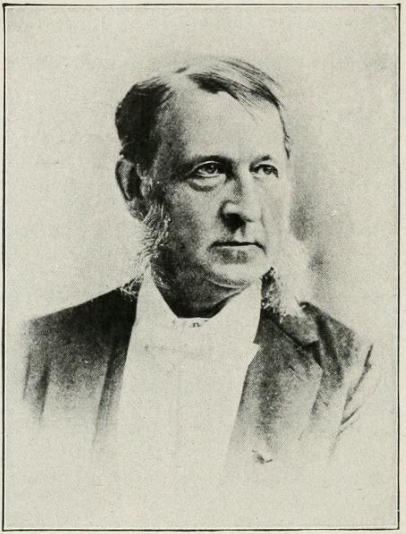
James Edmund Garretson

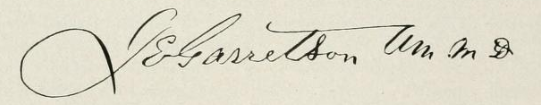
Unterschrift von J. E. Garretson

James Edmund Garretson  (* 18. Oktober 1828 in Wilmington, Delaware; † 26. Oktober 1895 in Lansdowne, Pennsylvania) war ein US-amerikanischer Arzt und Zahnarzt und gilt in den USA als Vater der Kieferchirurgie. Er verwendete das Pseudonym John Darby in seinen philosophischen Schriften.

## Leben
Nach seinem Zahnmedizinstudium, das er 1856 abschloss, praktizierte Garretson in Woodbury (New Jersey). 1859 beendete er sein Medizinstudium am Philadelphia College of Dental Surgery, dem Vorläufer der Pennsylvania College of Dental Surgery. Im gleichen Jahr heiratete er Beulah, Tochter von George Craft, mit der er zwei Töchter hatte. Neben seinem Fachgebiet schrieb er einige philosophische Abhandlungen.
Garretson ging an die Philadelphia School of Anatomy zu Hayes Agnew, was sein Interesse an der Chirurgie begründete. Er stand den histologischen Theorien zur Zahnentwicklung von J. Leon Williams sehr kritisch gegenüber. Er wurde Professor am Dental College of Philadelphia, einer Klinik für Oral- und Kieferchirurgie. Mit seinem 1869 veröffentlichten Werk A treatise on the diseases and surgery of the mouth, jaws and associate parts (engl.: Traktat über die Erkrankungen und die Chirurgie des Mundes, der Kiefer und angrenzender Teile), trug er maßgeblich dazu bei, die Mund-, Kiefer- und Gesichtschirurgie in den Vereinigten Staaten als Fachgebiet zu etablieren.
Garretsons Vorstoß, die Kieferchirurgie als eigenes Fachgebiet einzuführen, stieß auf heftige Kritik der Ärzteschaft, die die Kieferchirurgie als Bestandteil der allgemeinen Chirurgie ansah. Garretson verwendete als erster bei kieferchiruirgischen Operationen die von William Gibson Arlington Bonwill entwickelte und nach dem Erfinder benannte Bonwill Dental Engine, einer Fußtretbohrmaschine.
Von 1880 bis zu seinem Ableben im Jahre 1895 war Garretson Dekan der Philadelphia College of Dental Surgery. Er  verstarb an einer Gastroenteritis und wurde in Upper Darby beigesetzt.